# Halowe Mistrzostwa Europy w Lekkoatletyce 2013 – bieg na 800 m mężczyzn
Bieg na 800 metrów mężczyzn – jedna z konkurencji rozegranych podczas halowych lekkoatletycznych mistrzostw Europy w hali Scandinavium w Göteborgu.
Tytuł wywalczony 2 lata temu w Paryżu obronił Adam Kszczot.

## Rekordy
| Halowy rekord świata                 | Wilson Kipketer  | 1:42,67 | Paryż, Francja              | 9 marca 1997   |
| Halowy rekord Europy                 | Wilson Kipketer  | 1:42,67 | Paryż, Francja              | 9 marca 1997   |
| Rekord mistrzostw Europy             | Paweł Czapiewski | 1:44,78 | Wiedeń, Austria             | 3 marca 2002   |
| Najlepszy wynik na świecie w sezonie | Mohammed Aman    | 1:45,05 | Sztokholm, Szwecja          | 21 lutego 2013 |
| Najlepszy wynik w Europie w sezonie  | Michael Rimmer   | 1:46,55 | Birmingham, Wielka Brytania | 16 lutego 2013 |

## Terminarz
| Data    | Godzina |            |
| ------- | ------- | ---------- |
| 1 marca | 18:35   | Eliminacje |
| 2 marca | 16:55   | Półfinał   |
| 3 marca | 11:30   | Finał      |

## Rezultaty
| NR – rekord kraju \| WL – najlepszy tegoroczny wynik na listach światowych |
| SB – najlepszy wynik w sezonie \| PB – rekord życiowy                      |

### Eliminacje
Rozegrano 5 biegów eliminacyjnych, do których przystąpiło 28 zawodników. Awans do półfinału dawało zajęcie jednego z pierwszych dwóch miejsc w swoim biegu (Q). Skład półfinałów uzupełniło dwóch zawodników z najlepszymi czasami wśród przegranych (q).

#### Bieg 1
| Poz. | Tor | Zawodnik          | Reprezentacja   | Czas    | Uwagi |
| ---- | --- | ----------------- | --------------- | ------- | ----- |
| 1    | 5   | Mukhtar Mohammed  | Wielka Brytania | 1:49,43 | Q     |
| 2    | 6   | Johan Rogestedt   | Szwecja         | 1:49,46 | Q     |
| 3    | 2   | Iwan Niestierow   | Rosja           | 1:49,78 | q     |
| 4    | 4   | Andreas Rapatz    | Austria         | 1:50,11 |       |
| —    | 3   | Robert Lathouwers | Holandia        | —       | DSQ   |

#### Bieg 2
| Poz. | Tor | Zawodnik          | Reprezentacja   | Czas    | Uwagi |
| ---- | --- | ----------------- | --------------- | ------- | ----- |
| 1    | 1   | Joe Thomas        | Wielka Brytania | 1:51,11 | Q     |
| 2    | 3   | Kevin López       | Hiszpania       | 1:51,52 | Q     |
| 2    | 5   | Tamás Kazi        | Węgry           | 1:51,77 |       |
| 4    | 2   | Jan Kubista       | Czechy          | 1:52,21 |       |
| 5    | 4   | Ådne Svahn Dæhlin | Norwegia        | 1:52,49 | SB    |
| 6    | 6   | Abdulgani Tuna    | Turcja          | 1:54,84 |       |

#### Bieg 3
| Poz. | Tor | Zawodnik           | Reprezentacja | Czas    | Uwagi |
| ---- | --- | ------------------ | ------------- | ------- | ----- |
| 1    | 6   | Luis Alberto Marco | Hiszpania     | 1:50,75 | Q     |
| 2    | 2   | Thijmen Kupers     | Holandia      | 1:50,78 | Q     |
| 3    | 5   | Žan Rudolf         | Słowenia      | 1:51,06 |       |
| 4    | 4   | Brice Leroy        | Francja       | 1:53,12 |       |
| 5    | 1   | Renārs Stepiņš     | Łotwa         | 1:53,73 |       |
| 6    | 3   | Eraldo Qerama      | Albania       | 1:55,10 |       |

#### Bieg 4
| Poz. | Tor | Zawodnik           | Reprezentacja   | Czas    | Uwagi |
| ---- | --- | ------------------ | --------------- | ------- | ----- |
| 1    | 4   | Anis Ananienka     | Białoruś        | 1:50,49 | Q     |
| 2    | 2   | Taras Bybyk        | Ukraina         | 1:50,81 | Q     |
| 3    | 6   | Michael Rimmer     | Wielka Brytania | 1:51,04 |       |
| 4    | 5   | Andreas Bube       | Dania           | 1:51,88 |       |
| 5    | 3   | Giordano Benedetti | Włochy          | 1:53,44 |       |

#### Bieg 5
| Poz. | Tor | Zawodnik           | Reprezentacja | Czas    | Uwagi |
| ---- | --- | ------------------ | ------------- | ------- | ----- |
| 1    | 3   | Adam Kszczot       | Polska        | 1:48,69 | Q     |
| 2    | 2   | Jozef Repčík       | Słowacja      | 1:48,88 | Q     |
| 3    | 4   | Francisco Roldán   | Hiszpania     | 1:49,10 | q     |
| 4    | 5   | Halit Kiliç        | Turcja        | 1:49,85 | SB    |
| 5    | 1   | Nikolaus Franzmair | Austria       | 1:51,10 |       |
| —    | 6   | Brice Etès         | Monako        | —       | DSQ   |

### Półfinały
Rozegrano 2 biegi półfinałowe, w których wystartowało 12 zawodników. Awans do finału dawało zajęcie jednego z pierwszych trzech miejsc w swoim biegu (Q).

#### Bieg 1
| Poz. | Tor | Zawodnik        | Reprezentacja   | Czas    | Uwagi |
| ---- | --- | --------------- | --------------- | ------- | ----- |
| 1    | 5   | Kevin López     | Hiszpania       | 1:48,56 | Q     |
| 2    | 1   | Anis Ananienka  | Białoruś        | 1:48,77 | Q     |
| 3    | 6   | Adam Kszczot    | Polska          | 1:48,78 | Q     |
| 4    | 4   | Joe Thomas      | Wielka Brytania | 1:49,14 |       |
| 5    | 3   | Iwan Niestierow | Rosja           | 1:50,53 |       |
| 6    | 2   | Johan Rogestedt | Szwecja         | 1:55,98 |       |

#### Bieg 2
| Poz. | Tor | Zawodnik           | Reprezentacja   | Czas    | Uwagi |
| ---- | --- | ------------------ | --------------- | ------- | ----- |
| 1    | 6   | Mukhtar Mohammed   | Wielka Brytania | 1:49,89 | Q     |
| 2    | 2   | Taras Bybyk        | Ukraina         | 1:49,92 | Q     |
| 3    | 5   | Luis Alberto Marco | Hiszpania       | 1:49,96 | Q     |
| 4    | 4   | Francisco Roldán   | Hiszpania       | 1:50,27 |       |
| 5    | 3   | Jozef Repčík       | Słowacja        | 1:50,28 |       |
| 6    | 1   | Thijmen Kupers     | Holandia        | 1:50,29 |       |

### Finał
| Poz. | Tor | Zawodnik           | Reprezentacja   | Czas    | Uwagi |
| ---- | --- | ------------------ | --------------- | ------- | ----- |
|      | 5   | Adam Kszczot       | Polska          | 1:48,69 |       |
|      | 4   | Kevin López        | Hiszpania       | 1:49,31 |       |
|      | 6   | Mukhtar Mohammed   | Wielka Brytania | 1:49,60 |       |
| 4    | 2   | Anis Ananienka     | Białoruś        | 1:49,61 |       |
| 5    | 1   | Taras Bybyk        | Ukraina         | 1:50,38 |       |
| 6    | 3   | Luis Alberto Marco | Hiszpania       | 1:51,69 |       |